# Kiarapandak
Kiarapandak is een bestuurslaag in het regentschap Bogor van de provincie West-Java, Indonesië. Kiarapandak telt 9048 inwoners (volkstelling 2010).